# Condado de Polk (Tennessee)
El condado de Polk (en inglés, Polk County, Tennessee) es un condado del estado de Tennessee, Estados Unidos. Tiene una población estimada, a mediados de 2021, de 17 776 habitantes.
La sede del condado es Benton.

## Geografía
Según la Oficina del Censo, el condado tiene un área total de 1146 km², de la cual 1126 km² son tierra y 20 km² son agua.

### Condados adyacentes
- Condado de Monroe (noreste)
- Condado de Cherokee (este)
- Condado de Fannin (sureste)
- Condado de Murray (suroeste)
- Condado de Bradley (oeste)
- Condado de McMinn (noroeste)

### Área Nacional protegida
- Bosque Nacional Cherokee (parte)

## Demografía
En el 2000, los ingresos promedio de los hogares del condado eran de $29,643 y los ingresos promedio de las familias eran de $36,370. Los ingresos per cápita para el condado eran de $16,025. Los hombres tenían un ingreso per cápita de $27,703 contra $21,010 para las mujeres. Alrededor del 13.00% de la población estaba bajo el umbral de pobreza nacional.
De acuerdo con la estimación 2016-2020 de la Oficina del Censo, los ingresos promedio de los hogares del condado son de $45,326 y los ingresos promedio de las familias son de $58,922. Los ingresos per cápita en los últimos doce meses, medidos en dólares de 2020, son de $28,059. Alrededor del 12.4% de la población está bajo el umbral de pobreza nacional.

### Censo de 2020
Según el censo de 2020, en ese momento la población del condado era de 17 544 habitantes.
| Raza                   | Núm.   | Porc.  |
| ---------------------- | ------ | ------ |
| Blancos                | 16 430 | 93.65% |
| Afroamericanos         | 62     | 0.35%  |
| Amerindios             | 67     | 0.38%  |
| Asiáticos              | 33     | 0.19%  |
| Isleños del Pacífico   | 10     | 0.06%  |
| Otras razas            | 117    | 0.67%  |
| De una mezcla de razas | 825    | 4.70%  |
| Total                  | 17 544 | 100%   |

Del total de la población, el 1.69% son hispanos o latinos de cualquier raza.

## Lugares

### Ciudades y pueblos
- Benton
- Copperhill
- Ducktown

### Comunidades no incorporadas
- Delano
- Farner
- Ocoee
- Old Fort
- Reliance
- Turtletown